# Церква Святого Ахілія (Арілє)
Церква Святого Ахілія або Церква Святого Ахілла, (серб. Црква Светог Ахилија) — храм Жичської єпархії Сербської православної церкви, розташований в місті Арілє Златиборського округу Сербії. У богословських джерелах прийнято вважати, що церква зведена в 1295—1296 роках на честь святителя Ахілія, єпископа Ларисійського — духовного борця проти аріанства і учасника першого Вселенського собору в історії християнства. У 1979 році споруду включено в Список пам'ятників культури Сербії виняткового значення.

## Історія храму
За даними, підтвердженими археологічними розкопками, церква була побудована на місці ранішого монастирського комплексу, при цьому достовірно відомо, що вже в 1219 році в Китаї[уточнити] було розташована кафедра єпископа Моравицького. Рішення про будівництво нової церкви прийняли відразу два монарха — король Срема Стефан Драгутин і його молодший брат, король Сербії Стефан Урош II Милутин. У деяких наукових статтях можна почути думку, що спочатку храм споруджувався на честь сірмійського священномученика Архілія, але після перенесення з Фессалії до Преспи мощей Ахілія, культи шанування цих двох святих злилися .
З початку XIV до середини XV століття в храмі і сформованому навколо нього монастирі розташовувалася митрополія. У той же період при ньому діяла книгописна майстерня . У 1459 році після завоювання Сербської деспотії Османською імперією храм прийшов в запустіння, як і інші центри православ'я, майже на 100 років. Чернеча громада стала знову формуватися лише після 1557 року навколо Печської патріархії при патріархові Макарії, при цьому її чисельність не перевищувала 3 чоловіки. У 1735 році після початку російсько-турецької війни церква і монастир знову були розграбовані і осквернені: турки використовували приміщення культових споруд як стайні.
З середини XIX століття Церква Святого Ахілія в Арилі знаходиться в статусі парафіяльної.

## Архітектура і розписи храму
У відповідності з архітектурними особливостями церква відноситься до рашського архітектурного стилю, який характерний для XIII століття суміщенням романського екстер'єру та візантійської просторової концепції. У Православній Енциклопедії так описано архітектурне рішення: «однонавове спорудження зі зниженим трансептом, об'єднуючим бічні певниці і приміщення диаконника і жертовника, нартексом і напівкруглої вівтарною апсидою; над центральною частиною височіє купол, барабан якого спирається на кубічну основу; зовні храм оштукатурений, по фасадах і вгорі барабана аркатурний фриз».
На кільці під барабаном купола вказана точна дата розпису храму — 1296 рік. За збереженим текстом можна стверджувати, що майстрами були греки, запрошені з міста Салоніки. Непогано збережені твори відносяться до так званого Золотого століття сербського іконопису, розквіт якого почався з розпису монастиря Сопочани. Програма розпису відповідає православним традиціям: в барабані купола зображені біблійні пророки, у вівтарі — "Євхаристія"; в підкупольному просторі — цикл "Великі свята" і "Страсті Христові" і так далі. Окремої згадки заслуговує розташована в нартексі ікона "Древо Єссея!". Образ покровителя храму Святого Ахілія представлений в південній певниці. Найбільшою своєрідністю відрізняється частина фресок, присвячених правителям з династії Неманичів, їхнім родичам і архієпископам сербської церкви (від Сави I до Євстафія II, а також єпископ Моравицький Євсевія). Добре збереглися портрети в південній частині внутрішнього притвору: короля Драгутина з моделлю церкви в руках і короля Милутина; на західній стіні наоса — засновники династії Стефан Неманя, Стефан II Неманич, і її останній представник Стефан Урош V. 

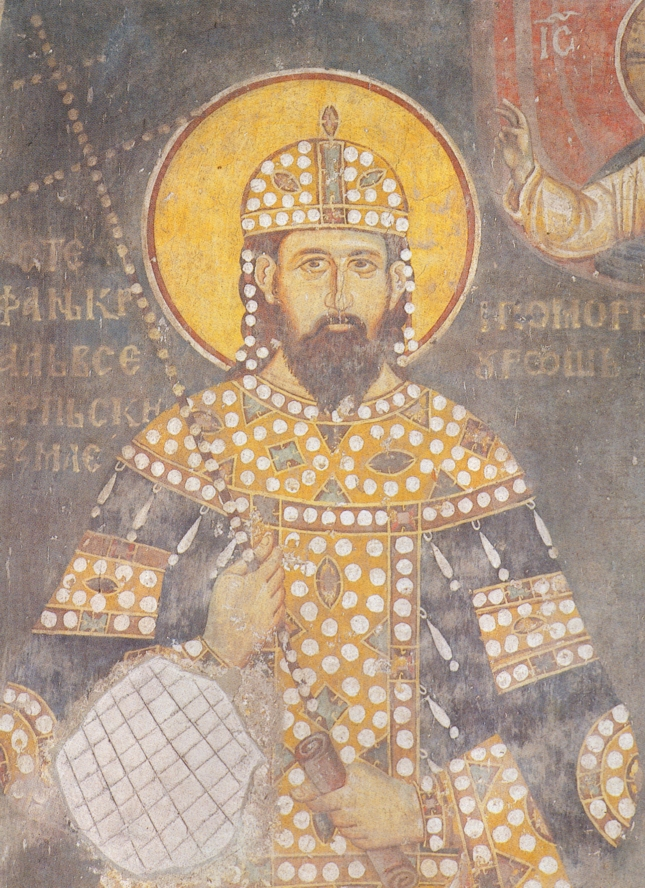
Фреска з зображенням Стефана Уроша II Милутина, короля Сербії.
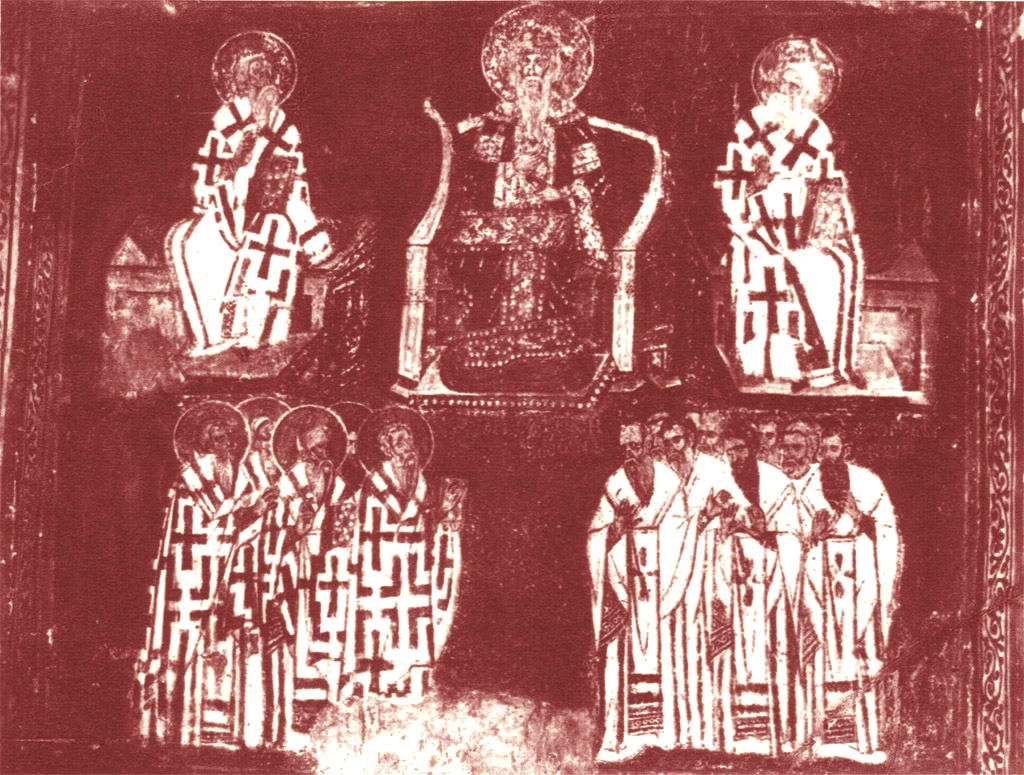
Фреска з зображенням засудження Стефаном Неманя єресі богомильства.
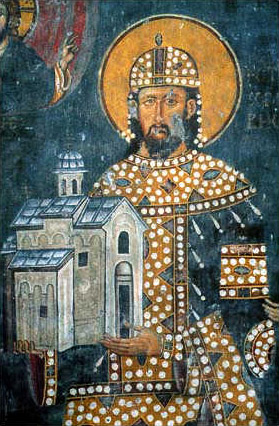
Фреска з зображенням Стефана Драгутина, короля Срема.